# Ottokar Trnka
Ottokar Trnka, tschechisch Otakar Trnka (* 19. Juli 1871 in Pardubitz, Königreich Böhmen; † 25. Juni 1919 in Wien,  1916 bis 1919 Freiherr Trnka von Laberon) war ein tschechisch-österreichischer Beamter, zuständig für Eisenbahnwesen, und österreichischer Minister für öffentliche Arbeiten von 3. November 1911 bis 23. Juni 1917.

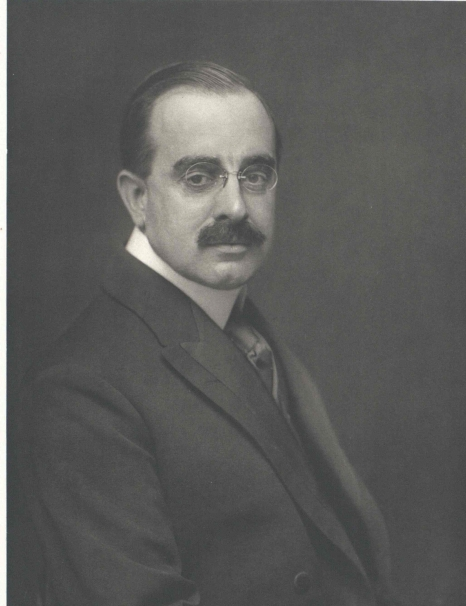
Ottokar Trnka

## Leben
Trnka stammte aus einfachen Verhältnissen. Nach dem Besuch einer Realschule absolvierte er, neben einer Erwerbstätigkeit, ein Bauingenieurstudium an der tschechischen technischen Hochschule in Prag, das er mit dem Doktorat abschloss. Er ging 1894 zu den k.k. Staatsbahnen und war seit 1900 in der betriebstechnischen Abteilung des k.k. Eisenbahnministeriums. Trnka beriet die Minister Ludwig Wrba und Julius Derschatta in technischen Angelegenheiten und wechselte 1905 bis 1909 ins Präsidialbüro. Anschließend fungierte er als Direktor der Staatsbahnen. 1911 wechselte er kurzzeitig als Sektionschef der Betriebssektion wieder ins Eisenbahnministerium, ehe ihn Karl Stürgkh im November als Minister für öffentliche Arbeiten in dessen Regierung vorschlug.
Nicht nur die fachliche Qualifikation, sondern auch politische Ursachen, seine gemäßigte Haltung als Vertreter der Tschechen, waren Gründe für seine Ernennung. Trnka förderte als Minister die Erschließung von Erdöllagern in Südmähren und Galizien und setzte Initiativen zum Ausbau des Gewerbeschulwesens. Im Ersten Weltkrieg war er verantwortlich für zahlreiche Maßnahmen wie die Beschlagnahme der Erdölförderung oder die Einführung des Mieterschutzes. Er diente in mehreren Kabinetten als Arbeitsminister bis zum Rücktritt des Ministeriums Clam-Martinic im Juni 1917.

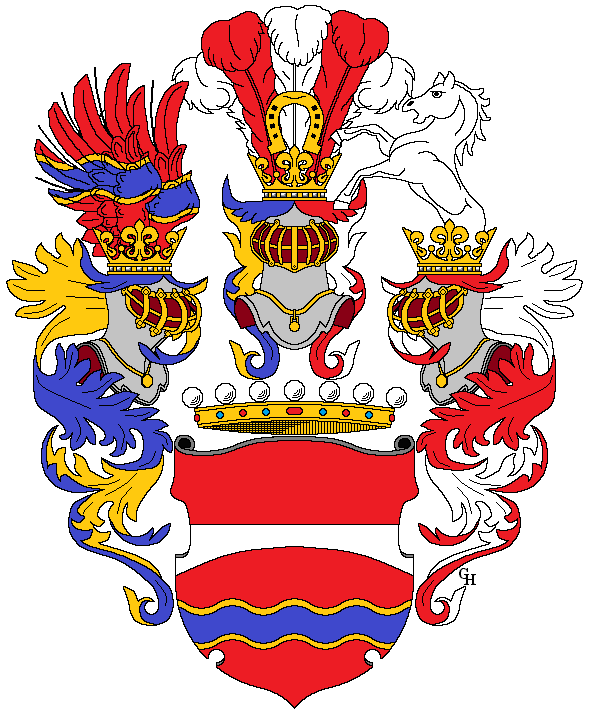
Wappen Trnka von Laberon, verliehen anlässlich der Erhebung in den Freiherrenstand 1916.

1908 wurde Trnka zum Ritter des Franz Joseph-Ordens, 1909 zum Hofrat und 1912 zum Geheimen Rat ernannt. 1913 erhielt er den Orden der Eisernen Krone I. Klasse verliehen. 1917 ausgezeichnet mit dem Leopold-Orden I. Klasse, wurde er Mitglied des Herrenhauses. 
Am 14. August 1916 wurde er von Kaiser Franz Joseph in den österreichischen Freiherrenstand erhoben, erhielt das Prädikat „von Laberon“ und ein Wappen verliehen.
1918 war er noch als Inspektor der dem Kriegsministerium unterstellten Kriegsleistungsbetriebe aktiv. 1919 ging er in die Tschechoslowakei. 
Im Juni 1919, als Trnka zu Verhandlungen um die Donauschifffahrt wieder in Wien war, wurde er beim Verlassen des Hotel Bristol auf der Wiener Ringstraße von einem Postelektromobil überfahren und starb.